# Croton redolens
Espèce
Croton redolens est une espèce de plantes à fleurs du genre Croton et de la famille des Euphorbiaceae, présente au Venezuela.
Il a pour synonymes :
- Croton redolens var. genuinus, Pittier
- Croton redolens var. parvifolius, Pittier
- Croton redolens var. velutinus, Pittier